# Hrobce
Hrobce (en allemand : Hrobetz) est une commune du district de Litoměřice, dans la région d'Ústí nad Labem, en Tchéquie. Sa population s'élevait à 692 habitants en 2021.

## Géographie
Hrobce se trouve sur la rive gauche de l'Elbe, à 12 km au sud-est de Litoměřice, à 26 km au sud-est d'Ústí nad Labem et à 46 km au nord-nord-ouest de Prague.
La commune est limitée par Oleško et Libotenice au nord, par Černěves à l'est, par Židovice et Nové Dvory au sud, et par Doksany, Dolánky nad Ohří et Bohušovice nad Ohří à l'ouest.

## Histoire
La première mention écrite du village date de la fin du XIIe siècle.

## Galerie

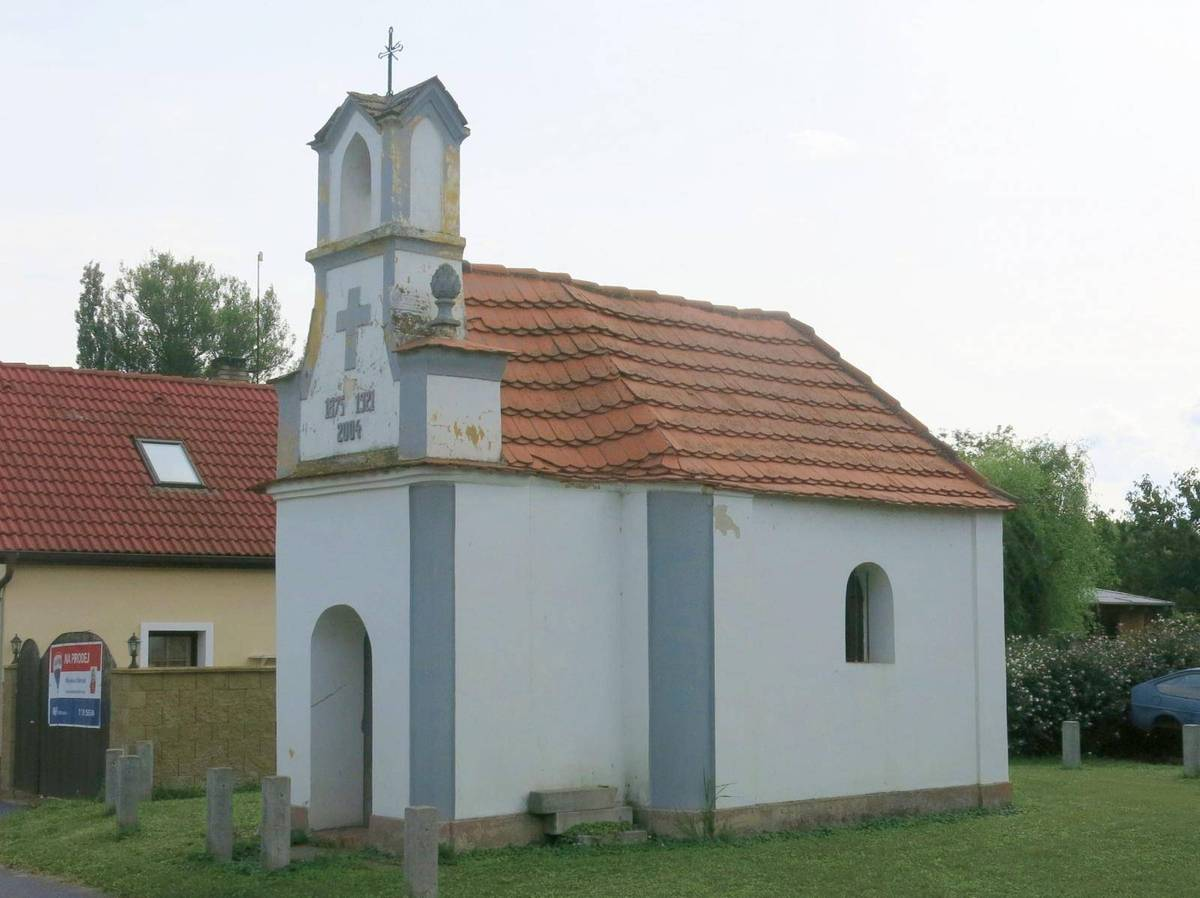
Chapelle à Hrobce.
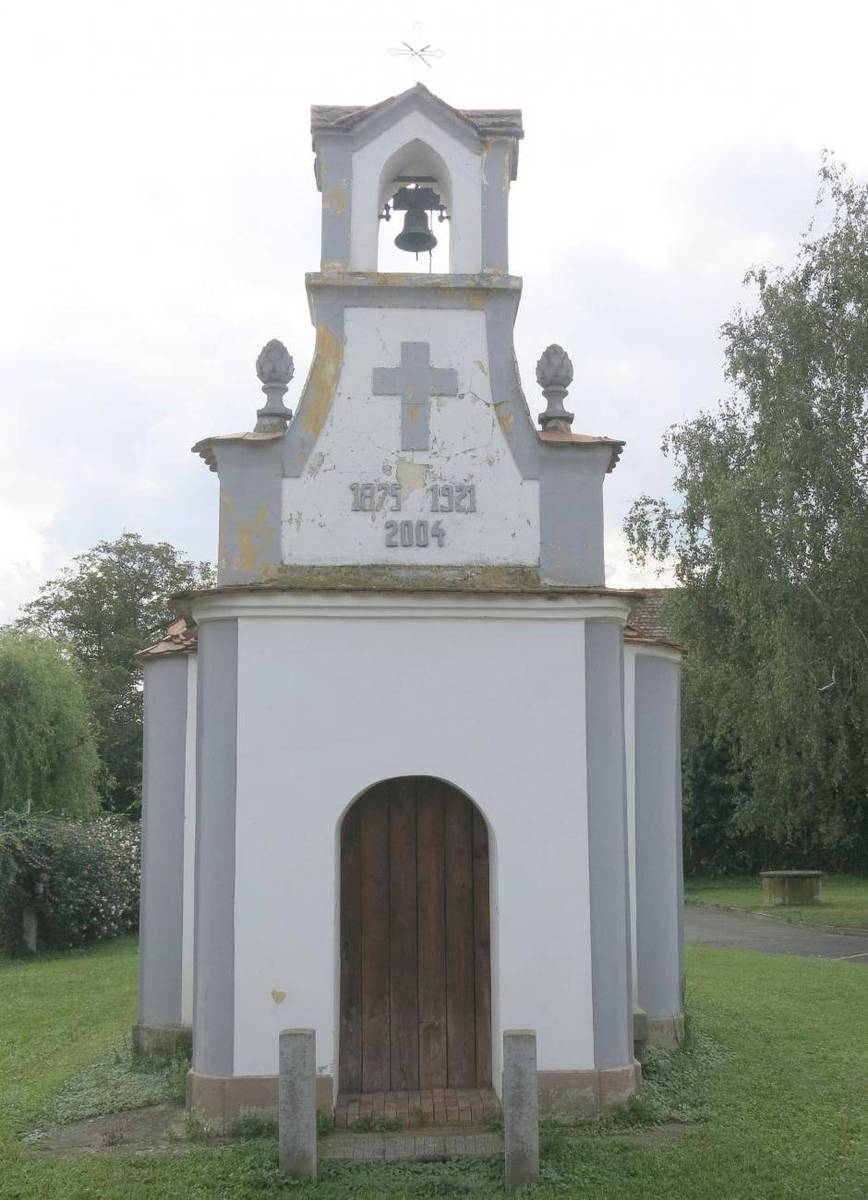
Chapelle : façade.

## Administration
La commune se compose de deux quartiers :
- Hrobce
- Rohatce

## Transports
Par la route, Hrobce se trouve à 7 km de Roudnice nad Labem, à 15 km de Litoměřice, à 42 km d'Ústí nad Labem et à 56 km de Prague.